# Anomalurus beecrofti
Anomalurus beecrofti — вид гризунів родини Anomaluridae. Деякі експерти вважають його монотиповим у межах роду Anomalurops. Його природні місця існування — субтропічні або тропічні сухі ліси, субтропічні або тропічні вологі рівнинні ліси та плантації. Йому загрожує знищення середовища проживання, але він є поширеним видом із широким ареалом, і Міжнародний союз охорони природи оцінив його природоохоронний статус як «найменше занепокоєний».

## Опис
Це вивірка середнього розміру з довжиною тіла близько 28 см і хвостом 21 см. Хутро м'яке й густе, верхня частина — цятчасто-сіра, а нижня — більш блідо-сіра з помаранчевим блиском або білувата. Є бліда пляма на маківці і ще одна на потилиці. Ковзаюча перетинка тягнеться від передніх кінцівок до задніх кінцівок і далі до хвоста. Вид вкритий шерстю зверху, але майже голий знизу. Хвіст чорний і має шістнадцять-вісімнадцять лусочок на нижній стороні біля основи.

## Поширення й середовище проживання
Anomalurus beecrofti широко розповсюджена в Західній і Центральній Африці. Його ареал простягається від Сенегалу на заході до Нігерії, Камеруну та Демократичної Республіки Конго на сході та на південь до Намібії, з кількома записами в Анголі. Хоча походить із незайманих вологих і сухих лісів, він здатний адаптуватися до вторинних лісів і зустрічається на висоті до 2500 м. Здається, він віддає перевагу болотистим лісам з пальмами, а також населяє плантації олійних пальм та інші культивовані території.

## Екологія
Anomalurus beecrofti ведуть переважно нічний спосіб життя. Вони проводять день у гніздах, які складаються з листя та гілок високо в кроні. У сутінках вони залишають їх і ковзають вниз до нижніх частин дерев, щоб добути горіхи, фрукти, насіння, листя та кору. Вони можуть бігати по гілках, але рідко спускаються на землю, оскільки їм важко пересуватися по землі, оскільки їхні ковзаючі мембрани заважають. Збільшені лусочки на нижній стороні їхніх хвостів можуть сповільнювати їх, коли вони приземляються після ковзання. Ці вивірки можуть зустрічатися поодинці або парами, або кілька особин можуть жити на одному дереві і ховатися в одному гнізді. Вони спілкуються за допомогою вигуків, які описуються як «щось середнє між свистом і гуканням». Ймовірно, у них гострий слух; іноді вони видають щебетання та шиплячий звук.
Розмноження цього виду мало вивчено. У Нігерії розмноження, здається, відбувається в сезон дощів, годуючих самиць знаходять у січні та жовтні. Розмір виводку, здається, зазвичай один, молодняк повністю покритий шерстю та може пересуватися під час народження. Копулятивна пробка присутня у піхві під час вагітності. Молодняк деякий час залишається в гнізді. Обоє батьків піклуються про дитинчат, пережовуючи їжу і приносячи її своєму потомству в роті, їхні щоки роздуваються до розміру мандарина.